# Markttest (Marketing)
Ein Markttest ist eine Variante eines Experiments der primären Marktforschung. Der Markttest gehört in die Kategorie der experimentellen Marktforschung und hierbei in die Unterkategorie der Feldtests.

## Beschreibung
Im Markttest werden neue oder modifizierte Produkte oder Produkte mit einer neuen Marketingkonzeption unter Anwendung aller Maßnahmen des Marketing-Mix auf einem räumlich begrenzten Raum – dem Testmarkt – angeboten. Er hat die Zielsetzung, die Marktmöglichkeiten des Produktes vor der endgültigen Markteinführung festzustellen. Dabei stehen die Prognose der Marktchance und der Test des Marketingkonzepts im Vordergrund. Daneben will man Informationen über das Konsumentenverhalten gewinnen.
Aufgrund der hohen Kosten eines Markttests kommen in der Praxis häufig auch Mini-Testmarkt-Verfahren wie der Lokaltest, der kontrollierte Markttest von Nielsen oder der GfK-Behavior-Scan zum Einsatz. Diese Tests finden auf einem deutlich kleineren Testgebiet statt, welches jedoch repräsentativ für die Grundgesamtheit steht und somit aussagekräftige Ergebnisse liefern soll.

## Alternative Begriffsverwendung
Seit einigen Jahren wird der Begriff Markttest auch als Begriff des New Public Managements insbesondere innerhalb der Leistungstiefendebatte im öffentlichen Sektor verwendet, vgl. dazu Markttest (Controlling).